# Datenfluss
Datenfluss ist in der Informatik der Durchlauf von Daten oder Informationen durch Rechnersysteme oder in der Betriebsorganisation durch Kommunikationssysteme.

## Allgemeines
Rechnersysteme können Computer und Personal Computer und deren Verbindungen zu Rechnernetzen sein. Kommunikationssysteme bestehen in Unternehmen, Behörden oder sonstigen Institutionen im Rahmen der Bürokommunikation. Im engeren Sinn einer Programmstruktur ist der Datenfluss definiert als Folge zusammengehöriger Vorgänge an Daten und Datenträgern. Die nicht mehr gültige DIN 44300 definierte den Datenfluss als „die zeitlichen Beziehungen im Ablauf einer Menge zusammengehöriger Vorgänge von Daten und Datenträgern.“
Der Datenfluss ist eine Strömungsgröße (Datenstrom), der Datenbestand eine Bestandsgröße. Der Transportweg der Daten oder Informationen führt über Kanäle, die zwischen dem Absender und Empfänger liegen.

## Ablauf
Die Datenflussanalyse untersucht den Datenfluss zunächst in seinem sachlichen, kausalen und zeitlichen Zusammenhang. Sachlich wird der Idealzustand erreicht, wenn bestimmte Daten oder Informationen denjenigen Stellen zugeführt werden, welche ein Recht hierauf besitzen. Das Informationsrecht eines Aufgabenträgers besteht in dem Recht, seinen Informationsbedarf durch bestimmte Informationen regelmäßig oder unregelmäßig erfüllt zu bekommen. Die Informationspflicht ergibt sich aus der (generellen) Weisung eines Aufgabenträgers an einen anderen Aufgabenträger, bestimmte Informationen regelmäßig oder unregelmäßig zu erteilen. Kausal bedeutet, dass Daten nur fließen können, wenn sie zuvor auf den Weg gebracht wurden. Der zeitliche Zusammenhang ist gewahrt, wenn die Daten durch die Datenübertragung beim Empfänger zu einem Zeitpunkt eintreffen, an welchem er sie noch verwenden kann. Ein konsistenter Datenfluss ist insbesondere bei großen Datenmengen (beispielsweise Audiodaten, Videodateien) erforderlich; er hängt von der Datenübertragungsrate ab.
Datenflüsse werden grafisch durch Datenflussdiagramme dargestellt und visualisiert. Die hierbei zu verwendenden Symbole sind in DIN 66001 definiert und genormt. Die Datenfluss-Architektur liefert die Hardware, die auch die Datenflusssteuerung übernimmt.
Das Prinzip des Datenflusses kann auch direkt zur Programmierung verwendet werden, etwa durch die Verwendung von Futures – auf diese Weise kann automatisch eine Parallelisierung bzw. Sequentialisierung des Prozessablaufes geplant werden. Die grafische Programmiersprache LabVIEW verwirklicht zum Beispiel diesen Ansatz.

## Besondere Bedeutungen
In der Strukturierten Analyse bedeutet Datenfluss ein Element eines Datenflussdiagramms und benennt die Datenstrukturen, die zwischen zwei Funktionen ausgetauscht werden. Der Datenfluss definiert dabei die kausale Abhängigkeit der Funktionen und erlaubt es so, die Nebenläufigkeit einzelner Teilprozesse zu bestimmen. In einer nebenläufigen Umgebung definiert der Datenfluss Punkte der Prozesssynchronisation zur Übergabe von Daten.
Als automatischer Datenfluss bezeichnet man die selbstständige Übertragung von Daten eines Messinstruments in einen Speicher oder ein Auswertegerät ohne manuelle Tätigkeit. Die Verwendung elektronischer Messsysteme gewährleistet einen automatischen Datenfluss von der Erfassung bis zur Auswertung. Gegenüber der manuellen Übertragung ist er wesentlich rascher und viel weniger fehleranfällig. Typische Beispiele sind die elektronische Zeitnehmung im Sport (siehe auch Digitale Stoppuhr) oder der Datenfluss in modernen Vermessungsgeräten (Tachymeter).

## Spezielle Bezeichnungen
Download oder Downstream bezeichnet den kontinuierlichen Datenfluss vom Server zum Client, beim Upload oder Upstream ist der Datenfluss in umgekehrter Richtung.

## Informationsfluss
Durch Einschaltung von Menschen als Anwender oder Benutzer der Computer werden aus Datenflüssen Informationsflüsse. In der Ablauforganisation sind Daten- und Informationsflüsse identisch.